# Luesma
Luesma es un municipio y localidad española de la provincia de Zaragoza, en la comunidad autónoma de Aragón. El término municipal tiene una población de 41 habitantes (INE 2024).

## Localización
Municipio situado cerca de la sierra de Herrera, a orillas del río de su nombre, aunque el casco urbano se asienta en una llanura. Situado a 78 km de Zaragoza.

## Patrimonio

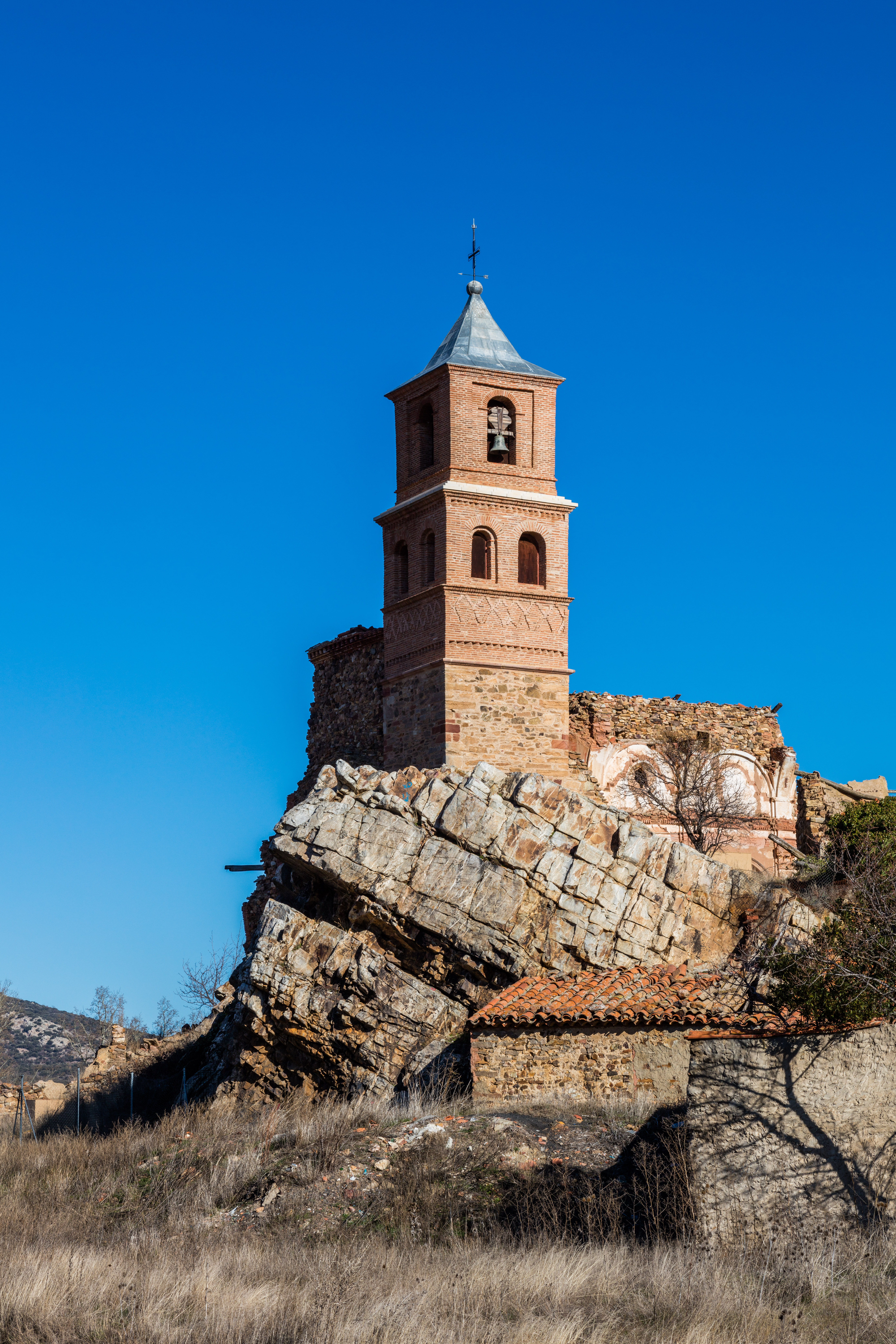
Iglesia de Nuestra Señora de la Junquera.

Cabe destacar la iglesia parroquial dedicada a Nuestra Señora de la Junquera, resaltando su peculiaridad, que reside en que está levantada sobre un espolón rocoso. El templo original se derrumbó parcialmente, por lo que sólo se conserva parte la torre mudéjar de los siglos XVI y XVIII y parte de los muros de la cabecera.
En su interior se conservan las pechinas decoradas al fresco con unas pinturas, atribuidas al pintor aragonés Francisco de Goya por algunos autores, en ellas se representa a los Santos Padres.
Está en proceso de restauración.
La ermita de San Cristóbal se eleva sobre una loma, cerca del pueblo. Fechada en el siglo XVI, tiene dos tramos cubiertos con madera a dos aguas sobre arcos rebajados y el presbiterio es de mayor altura.
Conserva los peirones de San pascual, Santa Bárbara (en el camino de Herrera y de los Desamparados), reconstruidos hace poco tiempo.
Cerca, en el monte conocido como cabezo del Pino, todavía se observan restos de las trincheras de la Guerra Civil y repartidas por el término municipal, diversas fuentes naturales, como la del carpintero, la de la rebosilla y la fuente vieja.

## Demografía
Luesma cuenta con una población de 41 habitantes (INE 2024).
| Gráfica de evolución demográfica de Luesma entre 1842 y 2021                                                        |
| |
| Población de derecho según los censos de población del INE Población de hecho según los censos de población del INE |

## Administración y política
| Período   | Alcalde             | Partido |  |
| --------- | ------------------- | ------- |  |
| 1979-1983 | David Mainar Mainar | UCD     |  |
| 1983-1987 |                     |         |  |
| 1987-1991 |                     |         |  |
| 1991-1995 |                     |         |  |
| 1995-1999 |                     |         |  |
| 1999-2003 |                     |         |  |
| 2003-2007 |                     | PAR     |  |
| 2007-2011 |                     | PAR     |  |
| 2011-2015 | David Mainar Mainar | PAR     |  |
| 2015-2019 | David Mainar Mainar | PAR     |  |
| 2019-2023 | Juan Mainar Pardos  | PAR     |  |
| 2023-2027 | Juan Mainar Pardos  | PP      |  |

| Partido político    | Partido político                                   | 2003   | 2007   | 2011   | 2015   | 2019   | 2023   |
| Partido político    | Partido político                                   | Ediles | Ediles | Ediles | Ediles | Ediles | Ediles |
|                     | Partido Aragonés (PAR)                             | 1      | 1      | 1      | 1      | 1      | —      |
|                     | Partido Popular de Aragón (PP)                     | —      | —      | —      | —      | —      | 1      |
|                     | Partido de los Socialistas de Aragón (PSOE-Aragón) | —      | —      | —      | —      | —      | —      |
| Total de concejales | Total de concejales                                | 1      | 1      | 1      | 1      | 1      | 1      |